# Горња Вријеска
Горња Вријеска је насељено место у општини Ђуловац, у западној Славонији, Република Хрватска.

## Историја
До територијалне реорганизације у Хрватској насеље се налазило у саставу бивше велике општине Дарувар.

## Становништво
На попису становништва 2011. године, Горња Вријеска је имала 42 становника.
| Националност       | 1991.        | 1981.        | 1971.        | 1961.        |
| Срби               | 172 (81,90%) | 187 (70,03%) | 255 (84,71%) | 267 (75,42%) |
| Хрвати             | 23 (10,95%)  | 35 (13,10%)  | 45 (14,95%)  | 66 (18,64%)  |
| Југословени        | 14 (6,66%)   | 45 (16,85%)  | 0            | 14 (3,95%)   |
| остали и непознато | 1 (0,47%)    | 0            | 1 (0,33%)    | 7 (1,97%)    |
| Укупно             | 210          | 267          | 301          | 354          |

- напомене:

Насеље Горња Вријеска исказује се од 1890. До 1880. исказивано је насеље Вријеска. За то бивше насеље садржи податке до 1880. У 1880. садржи и податке за бивше насеље Мала Маслењача.

## Попис 1991.
На попису становништва 1991. године, насељено место Горња Вријеска је имало 210 становника, следећег националног састава:
| Попис 1991.‍ | Попис 1991.‍ | Попис 1991.‍ | Попис 1991.‍ | Попис 1991.‍ |
| ----------- | ----------- | ----------- | ----------- | ----------- |
|             |             |             |             |             |
| Срби        | Срби        |             | 172         | 81,90%      |
| Хрвати      | Хрвати      |             | 23          | 10,95%      |
| Југословени | Југословени |             | 14          | 6,66%       |
| непознато   | непознато   |             | 1           | 0,47%       |
| укупно: 210 |             |             |             |             |